# Епархия Баня-Луки
Епархия Баня-Луки (босн. Banjalučka biskupija, лат. Dioecesis Bania Lucensis) — католическая епархия латинского обряда в Боснии и Герцеговине с центром в городе Баня-Лука.
Епархия основана 5 июля 1881 года, как суффраганная епархия митрополии Врхбосны. В 1887 году в Баня-Луке построен собор Святого Бонавентуры, полностью разрушенный землетрясением 1969 года. Современное здание собора возведено в 1974 году.
Епархия большей частью расположена на территории современной Республики Сербской с историческим сербским большинством. Подавляющее большинство католиков на территории епархии исторически составляли этнические хорваты. В 1990 году католиков в епархии была 91 тысяча человек. Боснийская война 1992—1995 годов привела к существенному изменению этно-конфессиональной картины, в частности количество католиков ещё более снизилось из-за большого числа беженцев из числа боснийских хорватов в независимую Хорватию в ходе войны и после неё. Сейчас в епархии католиков около 40 тысяч, более чем в два раза меньше, чем до войны. Множество католических храмов было разрушено в ходе боевых действий, после окончания войны их восстановление было главной задачей епархии.

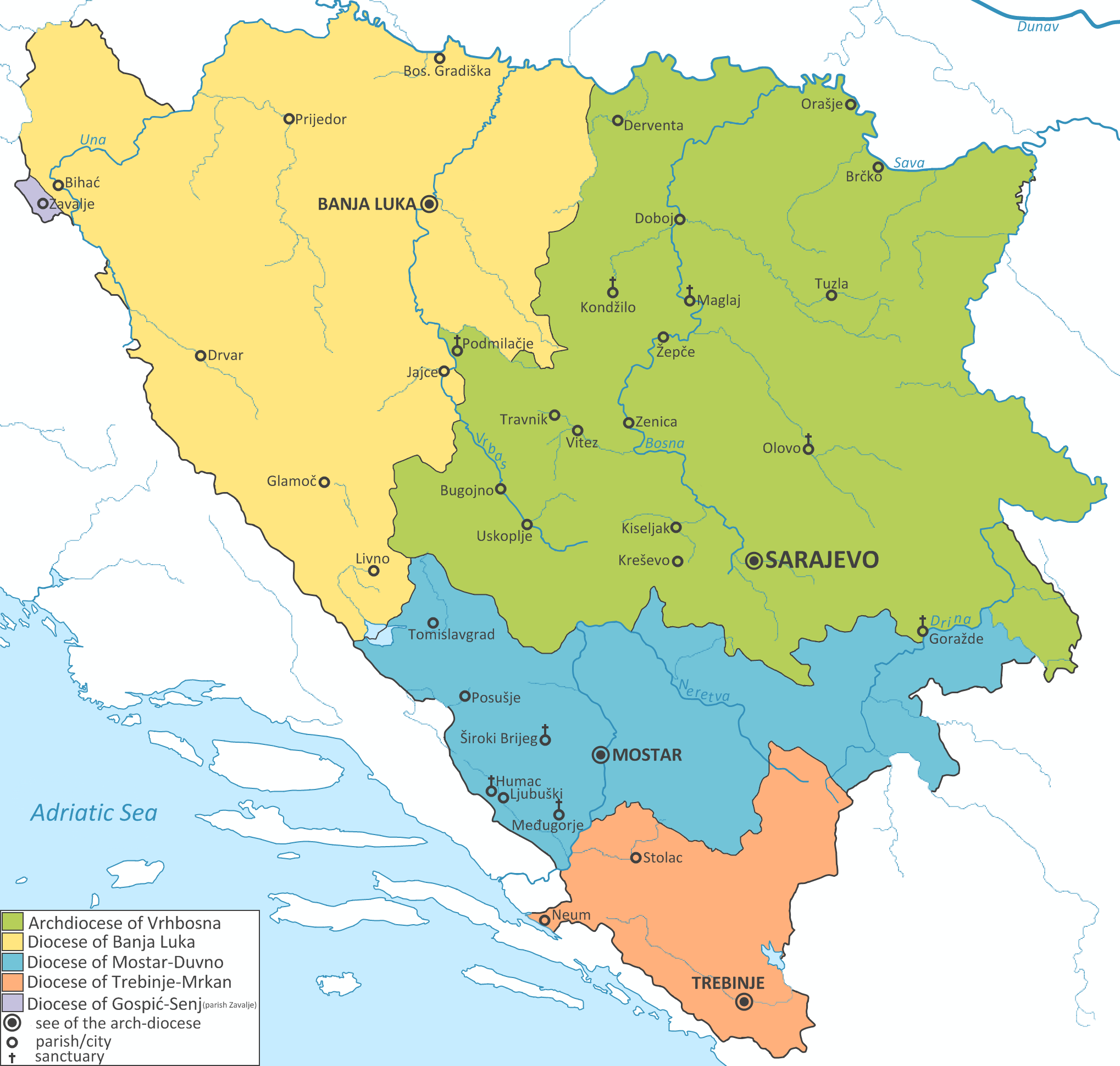
Католические епархии Боснии и Герцеговины
Епархия Бани-Луки

## Статистика
По данным на 2006 год в архиепархии насчитывалось 40 000 католиков (7,2 % населения), 68 священников и 48 приходов. Кафедральным собором епархии служит Собор Святого Бонавентуры в Баня-Луке. С 1989 года епархию возглавляет Франьо Комарица. Вспомогательный епископ (с 2010 года) — Марко Семрен (O.F.M.).